# Janie Terrero
Janie Terrero (n. Finchingfield, 14 de abril de 1858 – f. Hampstead, 22 de junio de 1944) fue una sufragista militante que, como miembro de la Unión Social y Política de las Mujeres (WSPU, por sus siglas en inglés), fue encarcelada y alimentada por la fuerza por lo cual recibió la Medalla de Huelga de Hambre de WSPU.

## Biografía
Nacida como Jane Beddall en Finchingfield, Essex en 1858, era la hija menor de Eliza Fitch (1815-) y Thomas Beddall (1795-1865), un caballero agricultor. Recibió una educación cómoda de clase media con dos sirvientes. Se casó con Máximo Manuel Juan Nepomuceno Terrero y Ortiz de Rozas (1856–1926), conocido como Manuel Terrero, hijo de Manuela Rosas y nieto del general Juan Manuel de Rosas, en diciembre de 1885. La pareja vivió en Fir Tree Lodge en Bannister Road en Southampton desde 1898 hasta 1910 cuando se mudaron a 'Rockstone House' en Pinner, construida para ellos. 

## Activismo

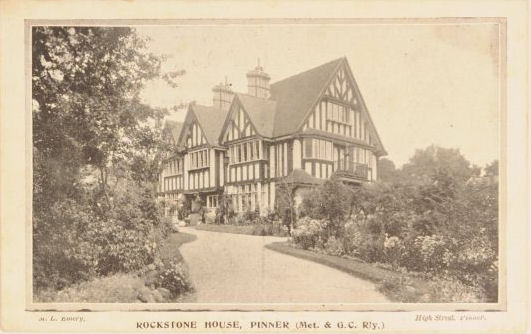
'Rockstone House' en Pinner fue construida para los Terreros y se convirtió en el foco de sus actividades para la WSPU

Sufragista desde los 18 años, se unió a la Unión Social y Política de las Mujeres (WSPU) en 1908. También fue miembro de la Unión Nacional de Sociedades de Sufragio Femenino (NUWSS). Formó una rama local de la Unión Social y Política de las Mujeres en Pinner, Middlesex en 1910, convirtiéndose en su secretaria honoraria. En su casa 'Rockstone House', ella y su esposo ofrecieron fiestas en el salón en apoyo de la WSPU en 1905 y 1907. En 1911, Lady Constance Bulwer-Lytton fue la oradora invitada en una fiesta en el jardín ofrecida por los Terreros en apoyo de la WSPU en su hogar. Al igual que muchas otras sufragistas, evitó el censo de 1911, que solo enumera a su esposo en la dirección de su casa. Para 1912 los terreros vivían en Harrow.
Estaba entre las 200 mujeres arrestadas en marzo de 1912 que habían participado en una campaña para romper ventanas en Londres para coincidir con la lectura del proyecto de ley de conciliación en el Parlamento. Terrero contó con el apoyo de su esposo, quien era miembro de la Liga de Hombres para el Sufragio de Mujeres. Ella no había querido que él supiera de antemano su participación en la campaña "como sé con tu amabilidad y consideración habituales por mí, también querrás venir, esto no podría permitirlo". . . . “Siento mi honor como mujer en juego y debo defender mi posición con el resto. Si llegara a prisión, no pagues mi multa, pero déjeme afrontar eso adecuadamente. . ." El 2 de marzo de 1912, compareció en la Corte de Magistrados de Bow Street para responder a los cargos de daño intencional después de romper ventanas. Al ser condenada en las Sesiones de Londres el 19 de marzo de 1912, recibió una sentencia de cuatro meses en la prisión de Holloway, donde participó en una huelga de hambre y fue alimentada dos veces a la fuerza. Un médico de la prisión terminó su alimentación forzada, presumiblemente por el efecto que estaba teniendo en su salud, y fue liberada unos días antes del final de su condena. Su firma se encuentra entre las bordadas en el pañuelo Suffragette en Holloway en marzo de 1912.

## Legado
En 1939, ya viuda, vivía en la 62 Hillfield Court en Belsize Park en Hampstead; Jane Beddall Terrero de Rosas murió en su casa en 1944 a los 86 años. Ella y su esposo Manuel están enterrados en la sección anglicana del antiguo cementerio de Southampton en Southampton, Hampshire.
Dejó extensas notas que detallaban su tratamiento en Holloway y estas permanecen en la Suffragette Fellowship Collection en el Museo de Londres. Según los términos del testamento de su esposo, legó 2,000 libros a la biblioteca del Working Men's College. Estos se dispersaron cuando la biblioteca se disolvió en la década de 1990. El Museo de Londres tiene un tapiz en su colección decorado con los colores sufragistas púrpura, blanco y verde que fue bordado en la prisión de Holloway por Janie Terrero. Está bordado con los nombres de sus compañeras huelguistas que fueron encarceladas con ella en la prisión de Holloway por su participación en romper ventanas como parte de una campaña de sufragistas en marzo de 1912.